# American (RuPaul)
American è l'undicesimo album del cantante e drag queen RuPaul. È stato pubblicato il 24 marzo 2017, che coincideva con l'uscita della nona edizione di America's Next Drag Queen, programma in cui RuPaul è conosciuto di più. Quest'album è molto influenzato dalle elezioni presedenziali statunitensi del 2016.

## Tracce
1. American – 3:04
2. Kitty Girl – 3:34
3. Charisma, Uniqueness, Nerve and Talent – 3:50
4. Broke Me Down – 2:56
5. Getaway – 3:42
6. Call Me Mother – 3:21
7. Spotlight – 3:20
8. Mighty Love (feat. Kummerspeck) – 3:42
9. Hey Doll – 3:04
10. Lady Cowboy – 3:02
11. It Ain't Over – 2:47

## Classifiche
| Classifica (2017)                        | Posizione raggiunta |
| ---------------------------------------- | ------------------- |
| US Billboard Top Dance/Electronic Albums | 12                  |
| US Billboard Independent Albums          | 30                  |